# Petar Nikolajević Moler
Petar Nikolajević Moler, cyr. Петар Николајевић Молер (ur. 1775 w Babinej Luce, zm. 1816 w Belgradzie) – serbski polityk i malarz, w latach 1815–1816 premier Serbii.

## Życiorys
Był synem Hadži Ruvimy, który zginął w walce z Turkami. Swój przydomek Moler zawdzięczał umiejętnościom artystycznym – jego dzieła zdobiły kilka klasztorów w Serbii, a także rezydencję Jerzego Karadziordziewicia w Topoli. Wyróżnił się w czasie I powstania serbskiego w 1812, w bitwie, która rozegrała się pod wsią Jelenče. Jako dowódca oddziału w 1813 brał udział w obronie Loznicy przed wojskami osmańskimi. Po upadku powstania uciekł do Austrii, skąd powrócił w 1815, kiedy wybuchło II powstanie serbskie. Zasłynął z tego, że udało mu się uruchomić działo zdobyte na Turkach, które wykorzystano w walce. Wyróżnił się w walkach w rejonie Valjeva i Požarevaca.
W 1815 objął stanowisko przewodniczącego kancelarii narodowej (odpowiednika szefa rządu), którą to funkcję pełnił do 1816. Wspólnie z Melentije Niksiciem na zgromadzeniu serbskich dostojników wystąpił przeciwko władzy księcia Miłosza Obrenovicia za co został uwięziony w więzieniu w Belgradzie i uduszony.
Był żonaty (żona Miljana), miał czworo dzieci (dwóch synów i dwie córki).